# DŠK (kulomet)
DŠK (rusky ДШК, celým názvem Děgťarjov-Špagin Krupnokalibernyj, rusky Дегтярёва-Шпагина Крупнокалиберный, Děgťarjov-Špagin velkorážní), je sovětský velkorážní kulomet užívaný ve druhé světové válce i po ní, kdy byla přijata do výzbroje modifikovaná verze DŠKM, známá též jako vz. 1938/46. 
Mimo pěchotní verzi se objevil ve výzbroji tanků a jiných bojových vozidel, lodí a obrněných vlaků. Téměř všechny ruské tanky do příchodu T-64 používají kulomet DŠK.
V poválečném období se modernizované provedení kulometu označené DŠKM dostalo do výzbroje více než 40 zemí. V poválečném období probíhala v ČSR ve Zbrojovce Vsetín licenční výroba, která vyvrcholila konstrukcí protiletadlového čtyřkulometu vz. 53 zavedeného do výzbroje ČSLA. V současné době se kulomet stále ještě používá například jako protiletadlová výzbroj ShKH vz. 77 DANA.

## Vývoj

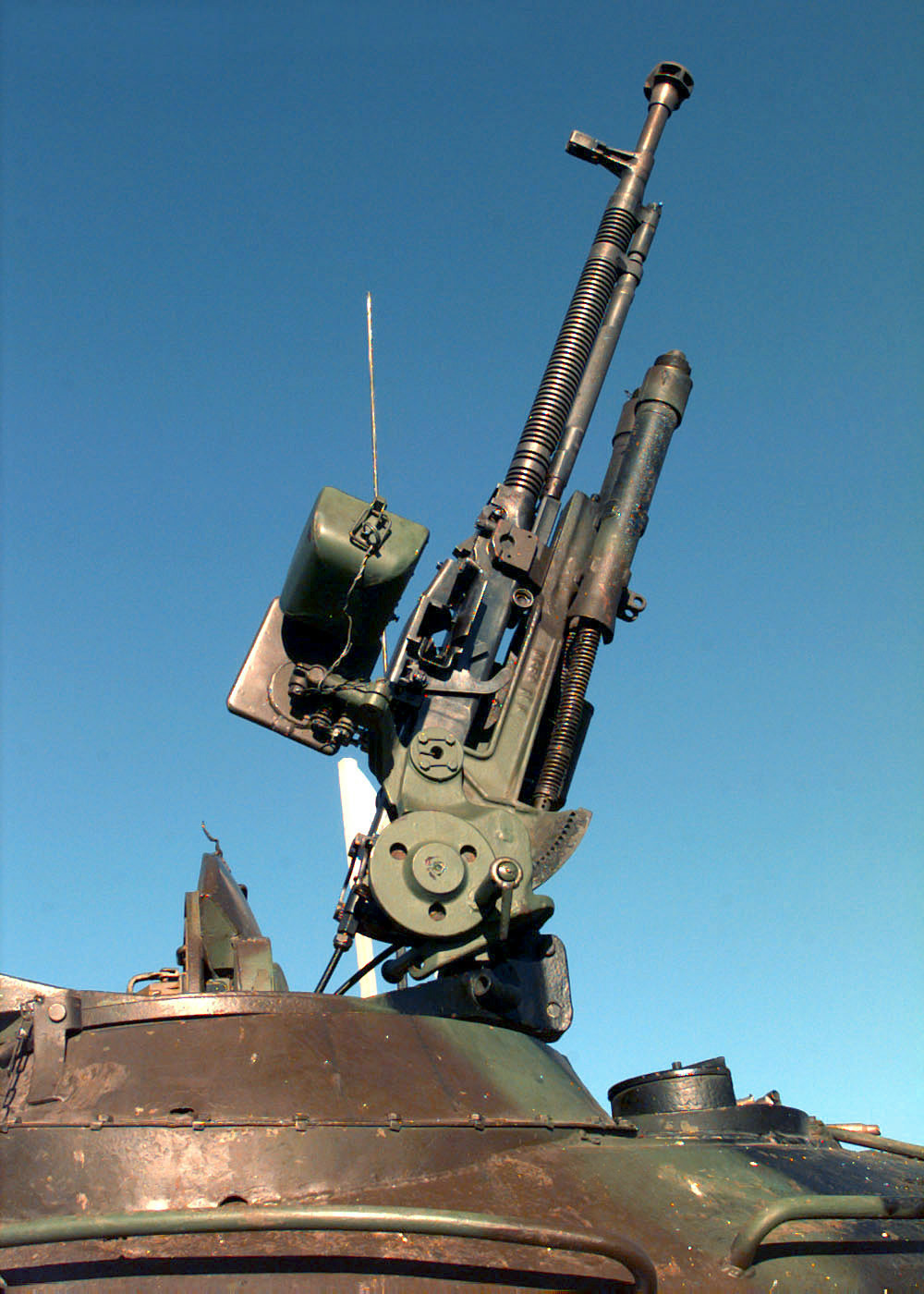
Kulomet DŠK na věži tanku T-55

Počátky vývoje tohoto kulometu spadají do počátku 30. let, ovšem návrhy zbraní byly neúspěšné až do roku 1938, kdy byla představena zbraň s automatickou funkcí na principu odběru prachových plynů z hlavně a závěrem uzamčeným pomocí uzamykacích destiček, s lafetou s ochranným štítem a kolečky s možností přestavby na protiletadlovou lafetu, pojmenovaná podle svých konstruktérů Děgťareva a Špagina. Robustní, téměř kovářsky hrubá zbraň byla vyráběna od roku 1938, kdy byla také přijata do výzbroje Rudé armády, a díky své spolehlivosti a účinnosti se osvědčila v bojích na východní frontě. Umožňovala ničení živých cílů na vzdálenost 3500 m, vzdušných na 2500 m a na vzdálenost 500 m prorážela průbojným nábojem pancíř o tloušťce 15 mm. Užívala se zejména k protiletadlové obraně a to nejen samostatně, ale také jako součást výzbroje tanků (IS-2, IS-3), samohybných děl (ISU-122, ISU-152), či obrněných automobilů (BA-64). Přepravovala se zejména na korbách vozidel GAZ AA, kde stála na trojnožce, přičemž hmotnost zbraně s podstavcem (trojnožkou) činila 82 kg, s dvoukolovým pojízdným podstavcem 157 kg. 
Na přelomu let 1944 a 1945 došlo k modernizaci kulometu, která spočívala v úpravě zásobovacího systému, kdy podávací stůl nahradil otočnou rohatku. Došlo také ke změně tvaru úsťové brzdy. Takto upravená zbraň byla označena jako DŠKM 1938/46 (M jako modernizovaná).
Kulomet sloužil dále i po druhé světové válce a to nejen v SSSR, ale i v ostatních sovětských satelitech. Dodával se i do rozvojových zemí, kde v mnohých případech slouží dodnes. Byl součástí protivzdušné ochrany tanků T-54 a T-55. Čína tuto zbraň vyráběla licenčně pod označením Typ 54.
Za druhé světové války byl kulomet součástí výzbroje 1. československého armádního sboru v SSSR, po válce byl v Československu licenčně vyráběn.

## Používané náboje
Pro kulomety DŠK a DŠKM byly v československé armádě zavedeny následující varianty náboje 12,7 × 108 mm:
- 12,7 PZ 32 – průbojný zápalný náboj – nejrozšířenější typ náboje s biogivální průbojnou zápalnou střelou B32. Střela má ocelové jádro, olověnou košilku, tombakový plášť a uvnitř zápalnou slož. Značení červeným proužkem a černá špička střely.
- 12,7 PZSv – průbojný zápalný svítící náboj – konstrukce podobná, jako u předchozího typu. Stopovka umístěná v zadní části střely svítí za letu červeně. Použití zejména u protiletadlové střelby. Střela značena fialovou špičkou a červeným proužkem.
- 12,7 Nh 50 – náhradní náboj – určen k nastřelování zbraní a balistickým zkouškám. Značen černou špičkou, červeným a šedým proužkem.
- 12,7 Nh Sv 50 – náhradní svítící náboj – podobně jako předchozí, určen k nastřelování zbraní. Značen fialovou špičkou, červeným a šedým proužkem.
- 12,7 Šk – školní náboj – prázdná nábojnice se čtyřmi otvory po obvodu. Slouží k výcviku v nabíjení kulometu. Celá střela zbarvena bíle.

Náboje byly v rámci československé armády uloženy většinou v dřevěných truhlících na 300 ks nábojů. Truhlice obsahovala tři krabice z pozinkovaného plechu po 100 nábojích.